# Nguyen TK Thanh
Nguyễn Thị Kim Thanh est une chercheuse et professeure de nanotechnologie vietnamienne de l'University College de Londres. Elle a reçu le prix Rosalind-Franklin 2019 de la Royal Society pour ses recherches.

## Jeunesse et formation
Thanh naît au Vietnam. Elle étudie la chimie à l'université nationale du Viêt Nam de Hanoï, dont elle sort diplômée en 1992. Elle est sélectionnée par l'Organisation néerlandaise de coopération internationale dans l'enseignement supérieur (NUFFIC) et part à l'université d'Amsterdam pour commencer un programme de maîtrise en chimie. Elle termine sa maîtrise en 1994 puis suit son cursus de doctorat en biochimie à l'université de Londres-Est. Au cours de son doctorat, elle développe de nouvelles techniques pour étudier la toxicité rénale de l'acide N-phénylanthranilique, grâce à l'étude de différents types de lipides dans les reins de rats, démontrant ainsi que les lipides sont une méthode non invasive viable pour étudier la nécrose papillaire rénale.

## Recherche et carrière
Après son doctorat, Thanh devient chercheuse postdoctorale à l'université Aston, où elle travaille dans le domaine de la chimie pharmaceutique. Elle développe une technique utilisée pour synthétiser des versions fluorescentes perméables à la membrane cellulaire de l'adénosine monophosphate cyclique (AMPc) et de la guanosine monophosphate cyclique (cGMP). En 2001, elle est recrutée à l'université de La Nouvelle-Orléans, où elle commence des recherches en nanotechnologie. Elle développe des capteurs à nanoparticules pour des tests biologiques, utilisant notamment des nanoparticules d'or combinées à des capteurs fluorescents. Elle travaille dès 2003 au Centre de Nanoscience de l'Université de Liverpool, où elle se concentre sur le glycosaminoglycane et l'ingénierie tissulaire. Elle reçoit une bourse de recherche de la Royal Society University et est nommée lecteur universitaire en 2005. Elle participe au programme de jumelage parlementaire de la Royal Society en 2007 et collabore avec Andrew Miller, alors président du Comité restreint des sciences et de la technologie.
En 2009, Thanh rejoint l'University College de Londres en tant que professeur agrégée de nanotechnologie attachée au Laboratoire Davy Faraday. Elle étudie les nanomatériaux et leurs applications en biomédecine, notamment l'or colloïdal. Elle s'intéresse particulièrement aux nanoparticules magnétiques et à la façon dont elles peuvent être utilisées pour traiter le cancer.

### Prix et distinctions
En 2010, Thanh présente son travail en nanoscience à l'exposition d'été de la Royal Society. Le projet est sélectionné par le New Scientist comme l'un des projets phares de l'exposition. Thanh est membre du London Centre for Nanotechnology et a été membre cofondateur de la Global Young Academy. Elle a fait des présentations au Forum économique mondial, à la Vietnam Young Academy et à la Commission européenne. Elle a reçu le prix Rosalind-Franklin 2019 de la Royal Society.
Elle est membre de l'Institute of Physics (FInstP), de la Royal Society of Chemistry (FRSC), de la Royal Society of Biology (FRSB) et de l'Institute of Materials, Minerals and Mining (FIMMM).

### Publications choisies
Elle a publié de nombreux articles, notamment : 
- Nanoparticules magnétiques : de la fabrication aux applications cliniques
- Applications cliniques des nanoparticules magnétiques : de la fabrication aux applications cliniques
- Détermination de la taille et de la concentration des nanoparticules d'or à partir des spectres UV-Vis
- Progrès dans les applications des nanoparticules magnétiques en biomédecine